# Bronkhorst (Gelderland)
Bronkhorst is een stad gelegen aan de IJssel in de gemeente Bronckhorst in de Nederlandse provincie Gelderland. De in 2005 gevormde uitgestrekte Achterhoekse fusiegemeente heeft de naam van dit stadje, dat slechts 60 panden en 90 inwoners telt, aangenomen. De naam van de gemeente wordt echter met 'ck' gespeld, in tegenstelling tot de plaatsnaam.

## Geschiedenis

### Heren van Bronckhorst
Het plaatsje is ontstaan als boerennederzetting binnen de voorburcht van het voormalige kasteel Bronkhorst, het stamslot van de Heren van Bronckhorst die in de middeleeuwen vooraanstaande edellieden waren. De ommuring van Bronkhorst bestond uit de muren van de voormalige voorburcht en kende twee stadspoorten.
Door een brand in 1633 zijn alle middeleeuwse huizen verwoest; Bronkhorst heeft daarentegen enkele goed gerestaureerde stadsboerderijen. De Hervormde kerk is na de brand hersteld. Het kasteel werd in de 19e eeuw grotendeels afgebroken en rond 1920 werd ook de laatste toren ervan gesloopt. Alleen de heuvel is bewaard gebleven en er zijn enkele kleine restanten te zien. In de jaren 50 van de 20e eeuw was de omvang gekrompen tot 50 huizen en ongeveer 190 inwoners.

### Stad
Het plaatsje, dat nooit meer dan een gering aantal huizen en inwoners heeft geteld, kreeg in 1482 stadsrechten. Opmerkelijk is dat Bronkhorst niet van de hertog van Gelre stadsrechten verkreeg, maar van Gijsbert VII van Bronckhorst, de heer van Bronkhorst.
Het profileert zich toeristisch als kleinste stad van Nederland, hoewel Staverden (gemeente Ermelo), Eembrugge (gemeente Baarn), Sint Anna ter Muiden (nu gemeente Sluis) en Burghorn alle eveneens stadsrechten hebben gehad en minder inwoners tellen.

## Monumenten
Een deel van Bronkhorst is aangewezen als rijksbeschermd gezicht. De plaats telt 37 rijksmonumenten waaronder een joodse begraafplaats en 13 gemeentelijke monumenten.

## Varia
- Jaarlijks vindt in Bronkhorst in december het festival 'Dickens in Bronkhorst' plaats.[3]
- In een voormalige stadsboerderij was van 1988 tot 2017 een Dickens Museum annex rariteitenwinkel en theaterzaaltje gevestigd. Sinds juni 2017 is dit museum echter gesloten vanwege pensionering van de eigenaar Sjef de Jong, die in 2018 overleed. Het pand is verkocht en de inboedel is eind 2017 overgebracht naar Het Land van Jan Klaassen, waarvan het museum nu een onderdeel is.
- Een krater op Mars is genoemd naar Bronkhorst.[4]

## Verkeer en vervoer
- Het veer Brummen - Bronkhorst over de IJssel wordt bediend met een kabelveerpont met motor met de naam Bronkhorsterveer. De dienst wordt het gehele jaar uitgevoerd, behalve als het water in de IJssel te hoog of te laag staat voor een veilige overtocht, bij ijsgang of bij storm boven windkracht 7. De pont is te gebruiken door alle verkeer behalve touringcars en vrachtwagens[5].
- Het Trekvogelpad (LAW2)[6], loopt door Bronkhorst en het Graafschapspad (SP8) loopt er eveneens doorheen[7].

## Fotogalerij

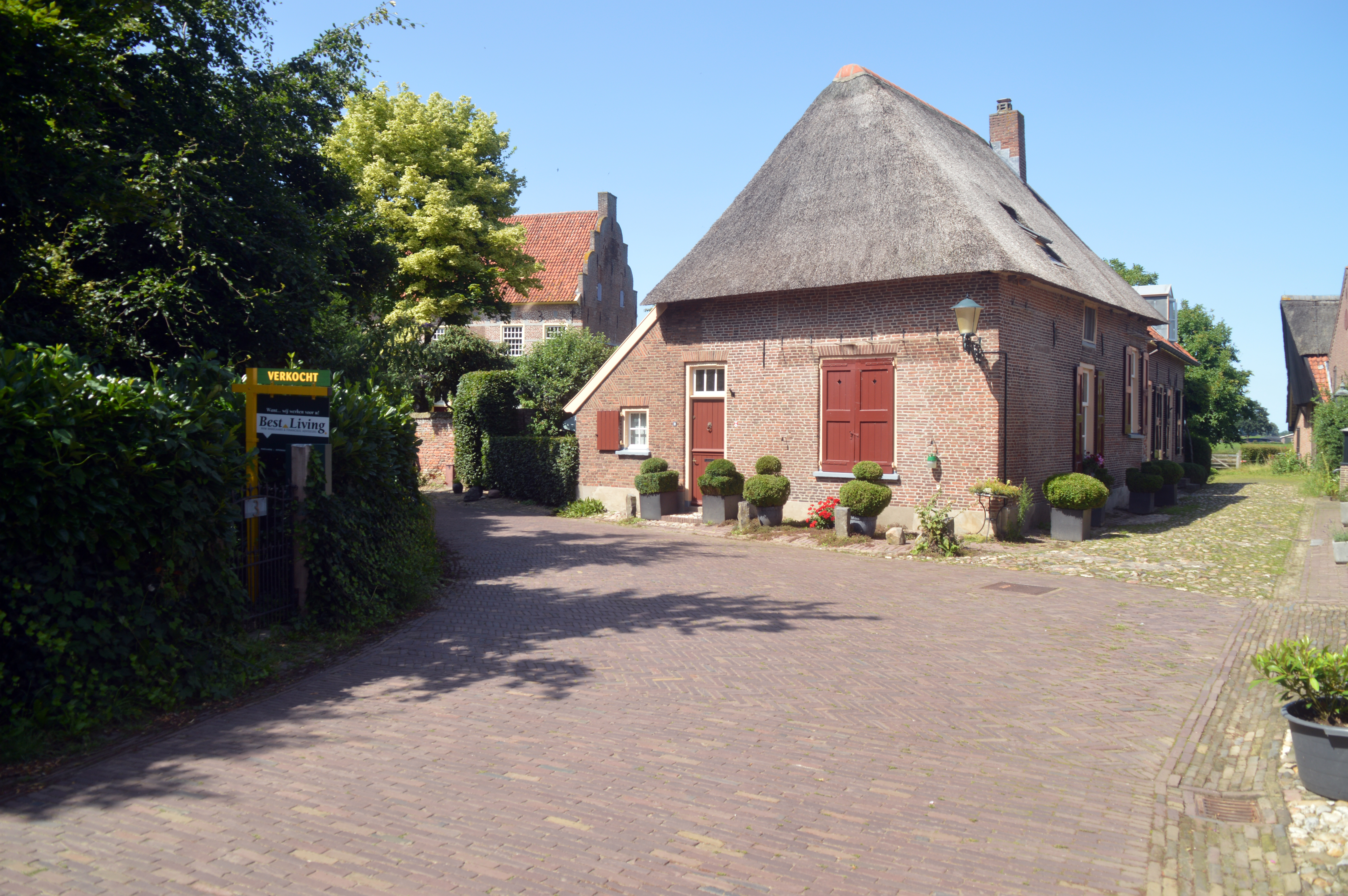
Hoek Bovenstraat/Uilenhoek met links Huis Ophemert of Hoge Huys
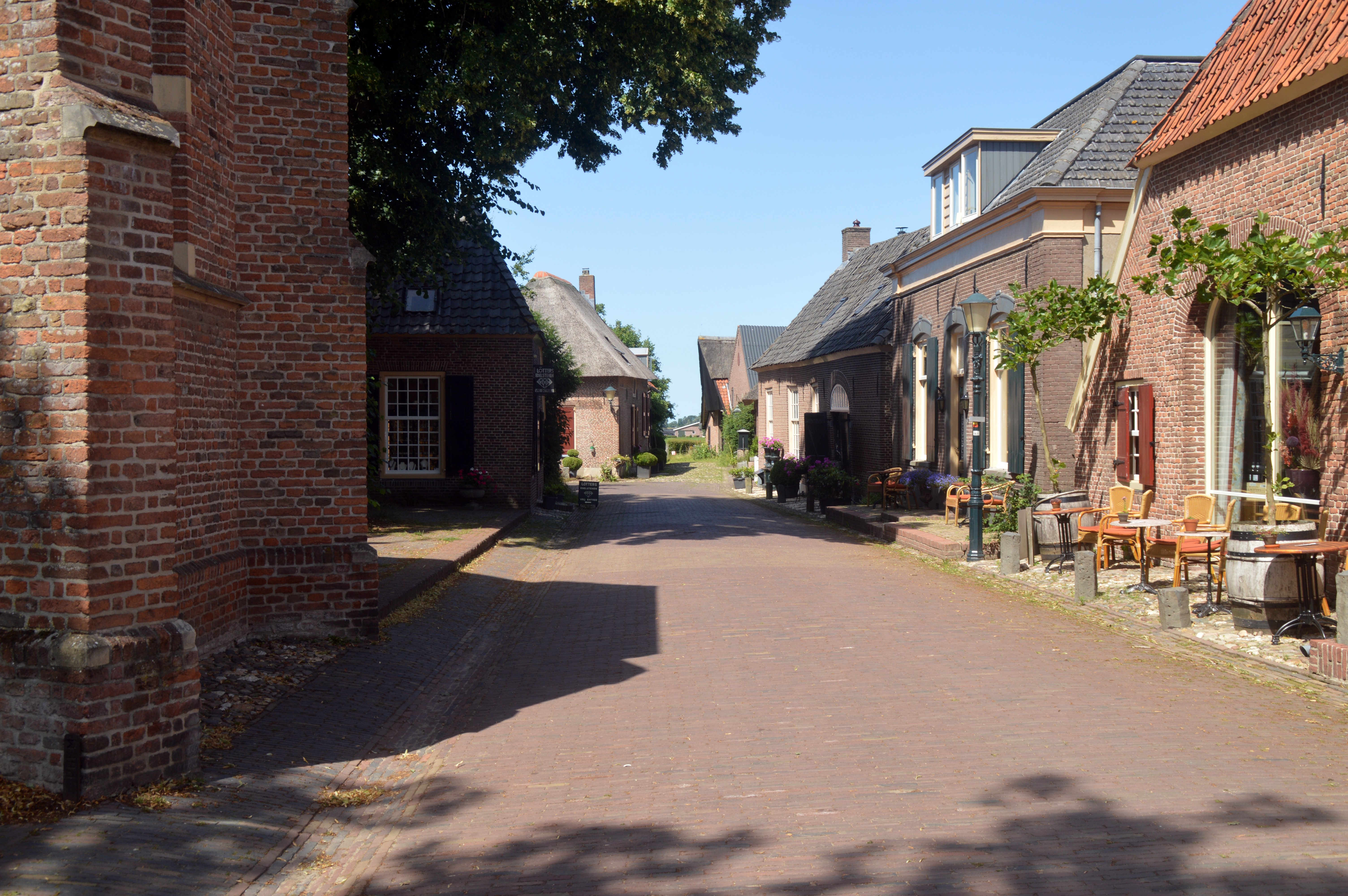
De Uilenhoek in Bronkhorst
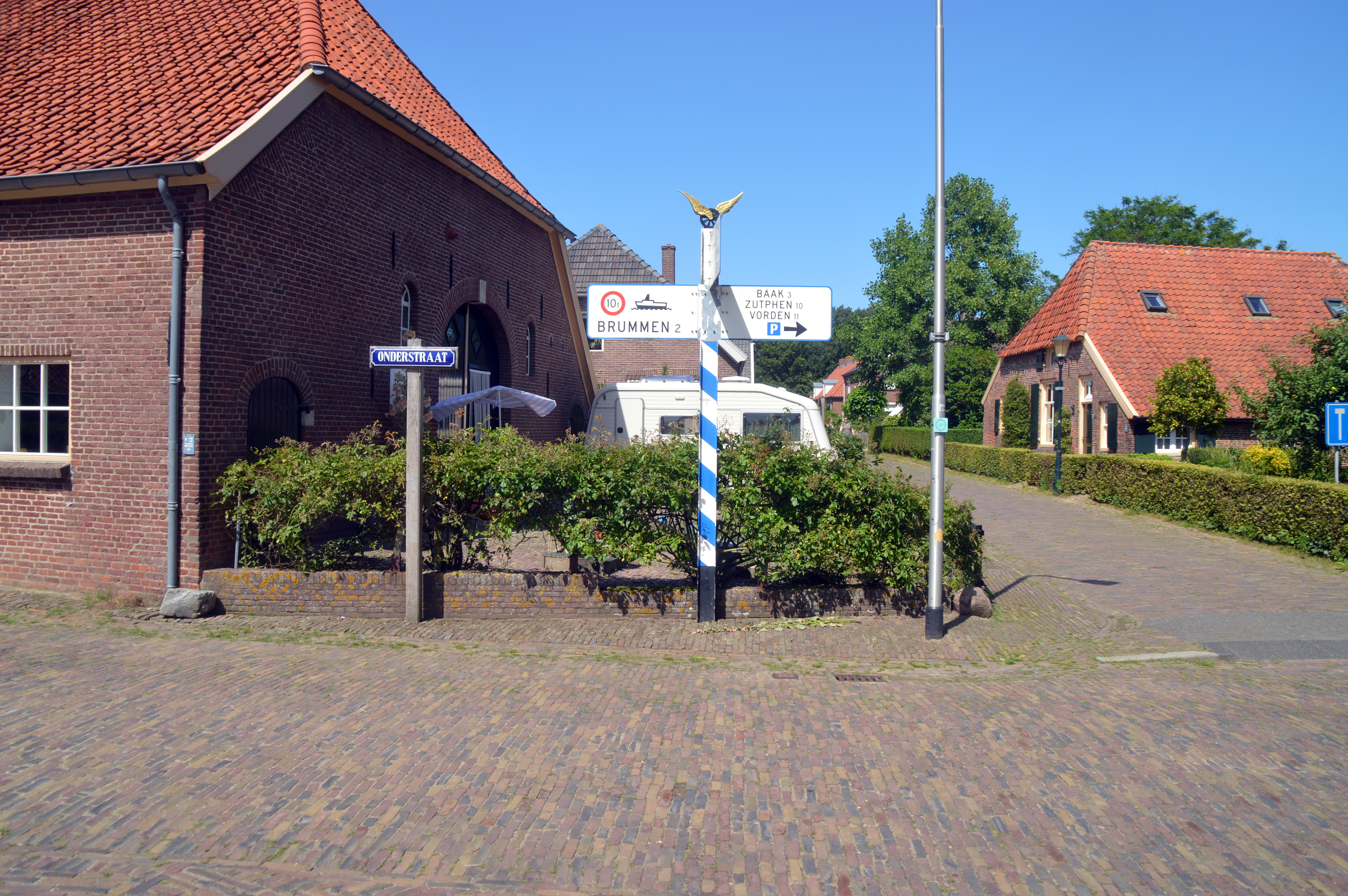
Onderstraat met ANWB-wegwijzer
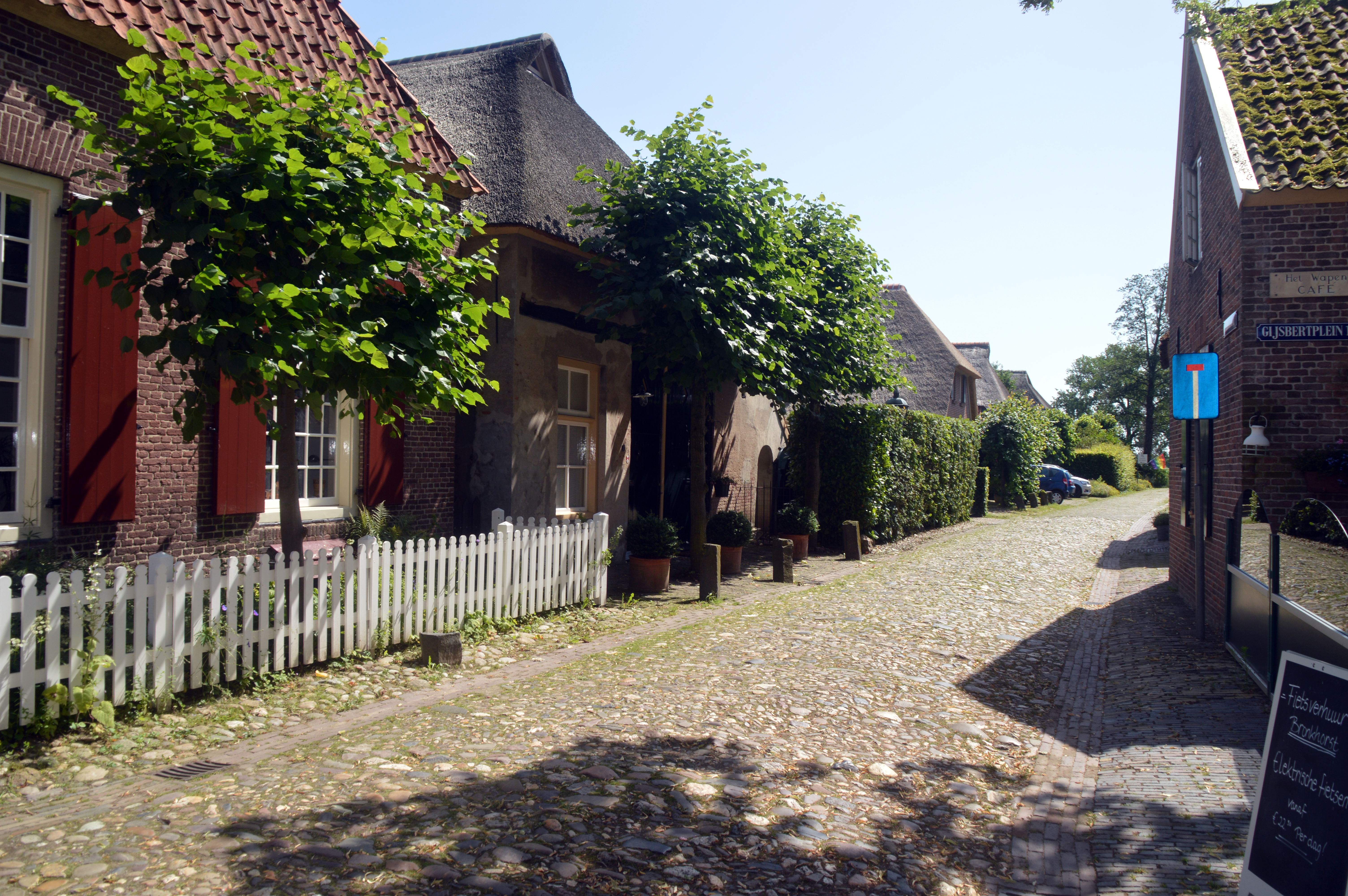
De Boterstraat in Bronkhorst
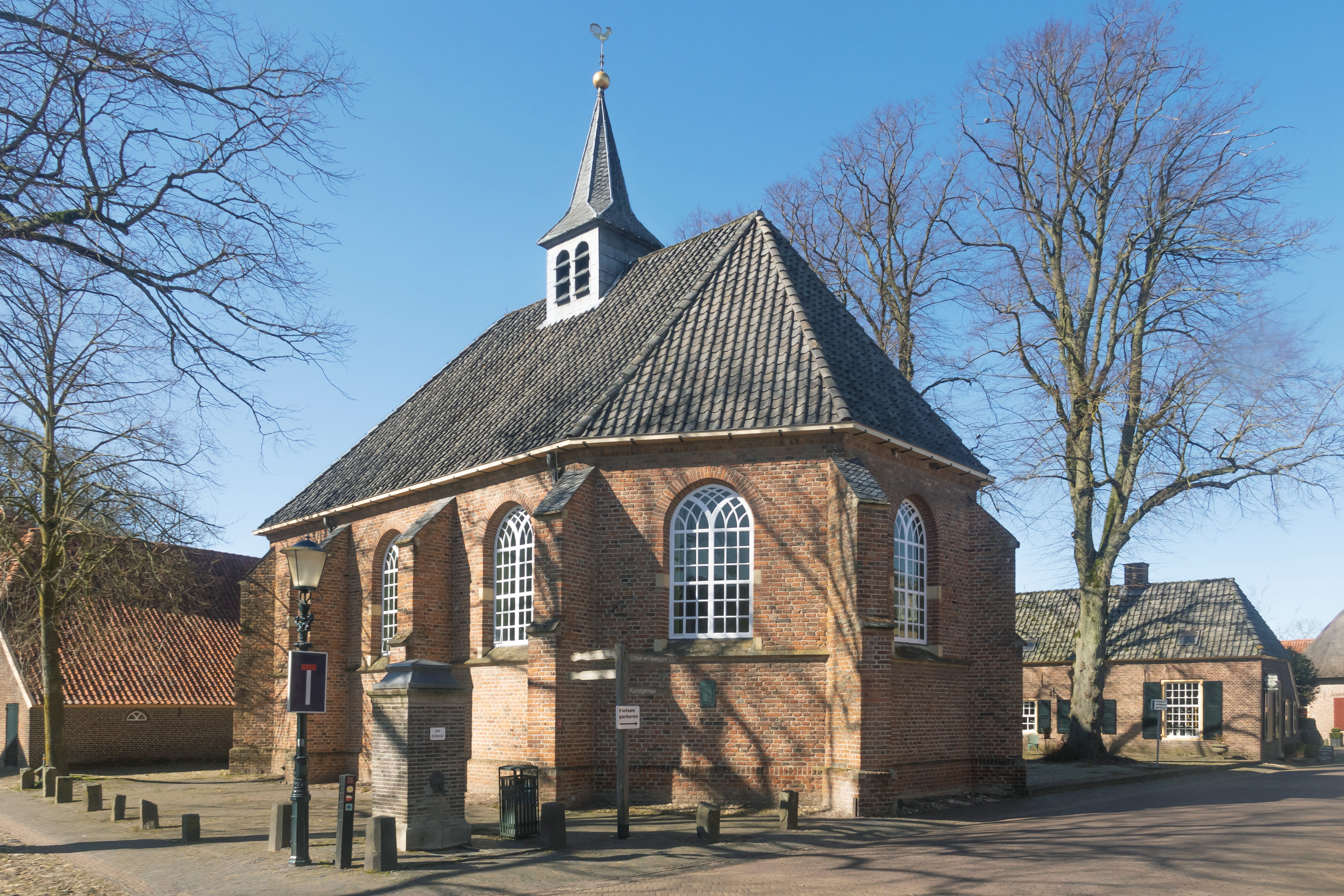
De Kapel in Bronkhorst
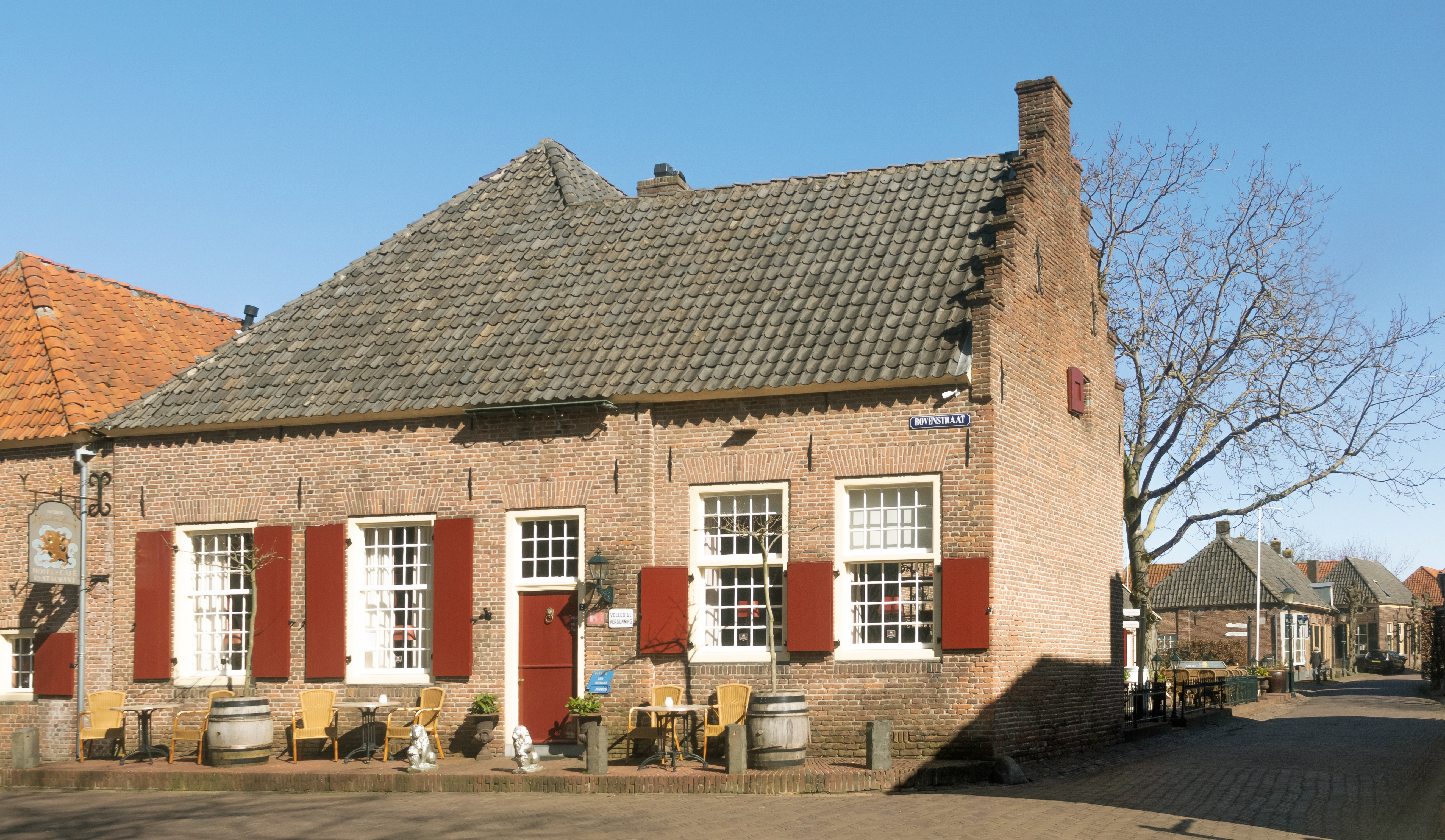
Voormalige boerderij in Bronkhorst